# Rezá Geráí
Mohammad Rezá Geráí (* 25. července 1996 Šíráz) je íránský zápasník – klasik, olympijský vítěz v lehké váze z Tokia 2020.

## Sportovní kariéra
Zápasení se aktivně věnuje od 14 let společně se starším bratrem Alím. Specializuje se na řecko-římský styl. V íránské mužské reprezentaci se prosazuje od roku 2017 ve váze do 66 (67) kg.

## Výsledky
| Olympijské hry    | —   |   |     |  |  |  |  |  |  |  |  |  |  |  |  |  |  |  |  |  |  |
| Mistrovství světa |     | — | úč. |  |  |  |  |  |  |  |  |  |  |  |  |  |  |  |  |  |  |
| Asijské hry       |     |   | 3.  |  |  |  |  |  |  |  |  |  |  |  |  |  |  |  |  |  |  |
| Mistrovství Asie  | —   | — | —   |  |  |  |  |  |  |  |  |  |  |  |  |  |  |  |  |  |  |
| MS juniorů        | úč. |   |     |  |  |  |  |  |  |  |  |  |  |  |  |  |  |  |  |  |  |